# Parc national de Narew
Le parc national Narwianski ou parc national de Narew (polonais : Narwiański Park Narodowy) est un parc national situé dans la voïvodie de Podlachie, au nord-est de la Pologne, créé en 1996.
Le parc couvre une section de 35 kilomètres de la rivière Narew. C'est une vallée marécageuse avec des collines typiques le long de la rivière. Selon la saison et le niveau de l'eau, plusieurs zones ripariennes peuvent se rencontrer, y compris les marais, les touffes et les zones boisées,. La superficie totale du parc est de 73,5 km², dont seulement 20,57 km² appartiennent à l'État, le reste étant des propriétés privées.

## Géographie et faune
Le parc s'étend sur la haute vallée de la Narew, une zone marécageuse entre les villes de Suraz et Rzedziany. Environ 90 % du parc est constitué de marais ou des eaux de la Narew, la rivière principale, qui se sépare dans la région en nombreux lits de rivière, mais aussi de nombreux petits cours d'eau, comme Liza, Szeroka Struga, Awissa, Kurówka, Kowalówka, Turośnianka et Czaplinianka.
Le paysage du parc est principalement constitué par de nombreuses variétés de marais, roselières, et il y a aussi des prairies et des forêts. La vallée est un paradis pour les oiseaux - 179 espèces, dont certaines uniques pour la région. Les mammifères comptent près de 40 espèces, dont quelques cerfs, loutres ainsi que de nombreux castors (260 ont été dénombrés). Les eaux du parc abondent de poissons - 22 espèces ainsi que les amphibiens. Le parc est une zone humide protégée en vertu de la convention de Ramsar.

## Tourisme
Les attractions culturelles du parc sont principalement représentées par des bâtiments tels que de nombreuses cabanes traditionnelles des villages, d'anciens chemins de traverse et des moulins à vent. L'une des attractions du parc est un musée privé archéologique, détenu par Władysław Litwinczuk. Le parc comprend également un vieux manoir à Kurów.
Le parc a son siège dans le village de Kurowo. Sa zone tampon comprend une zone protégée moins strictement, appelée parc paysager de Narew.

## Galerie

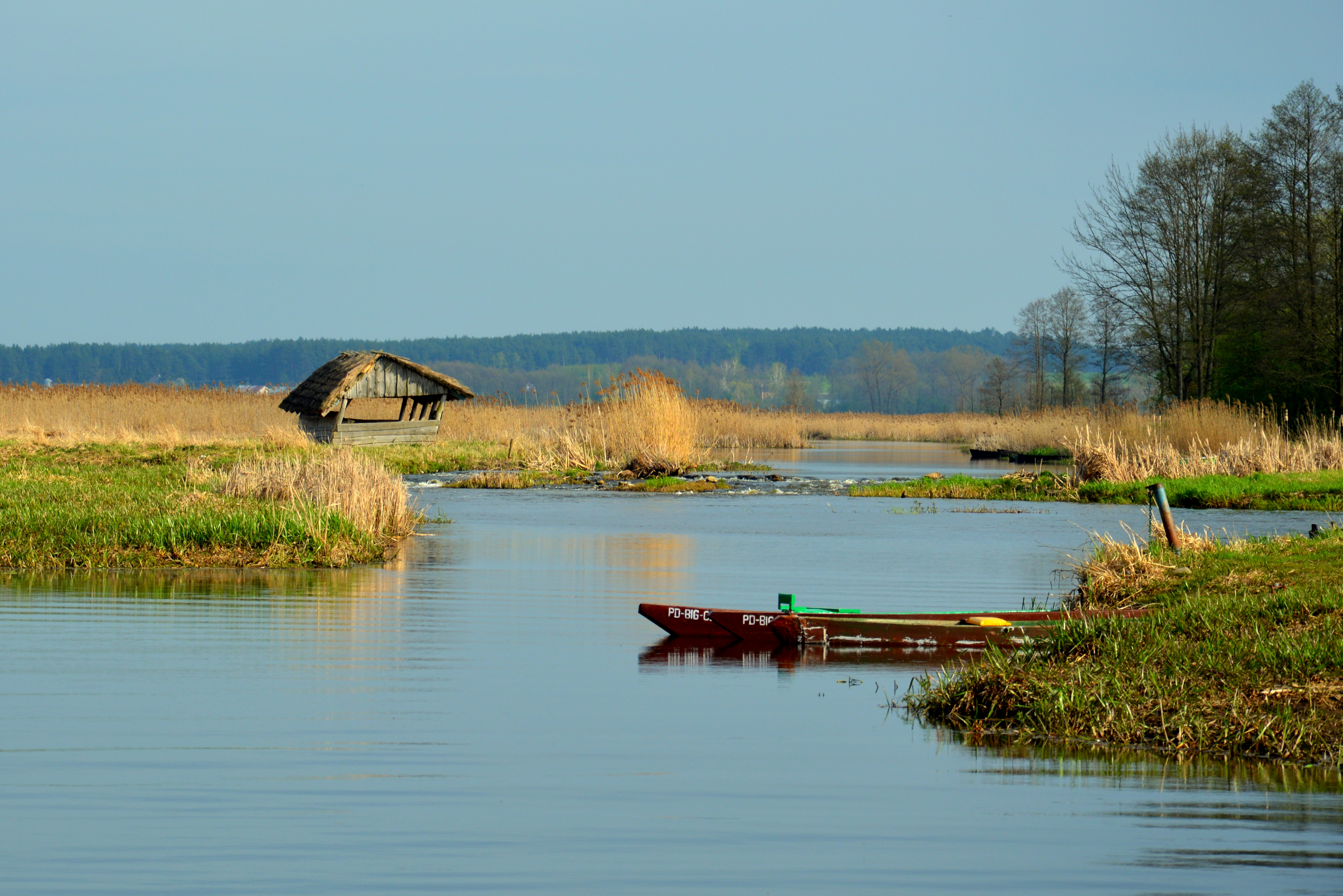
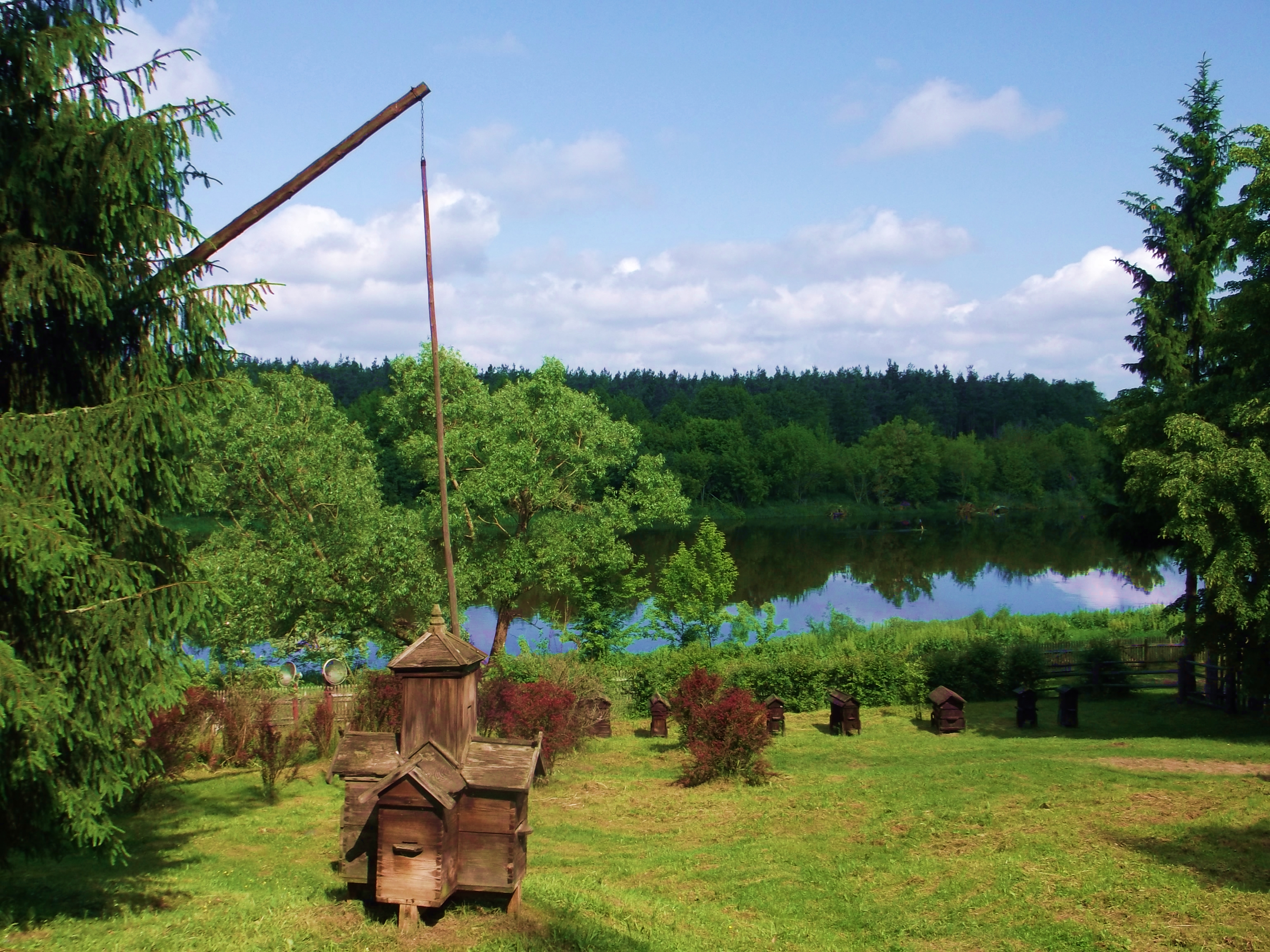
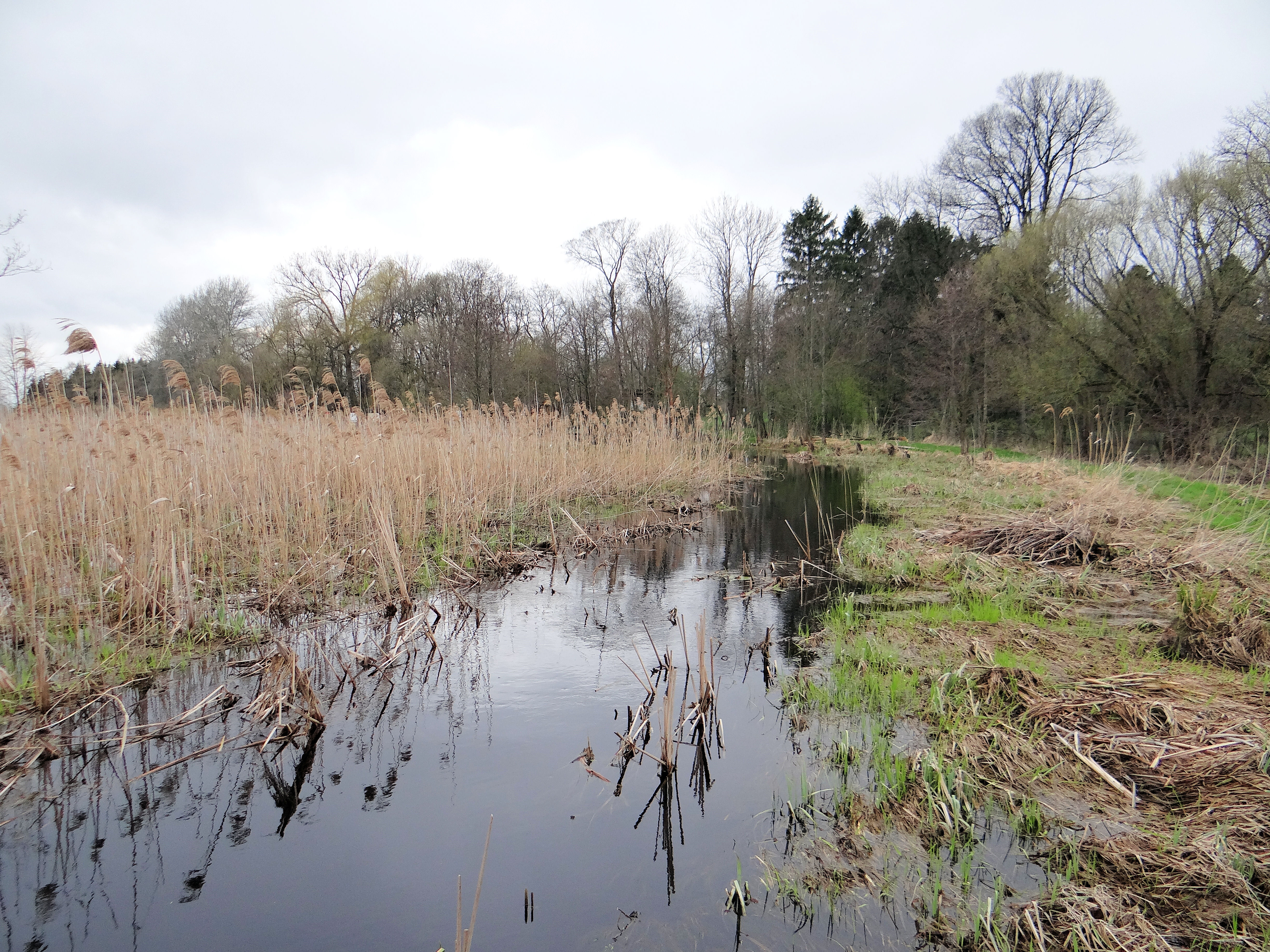
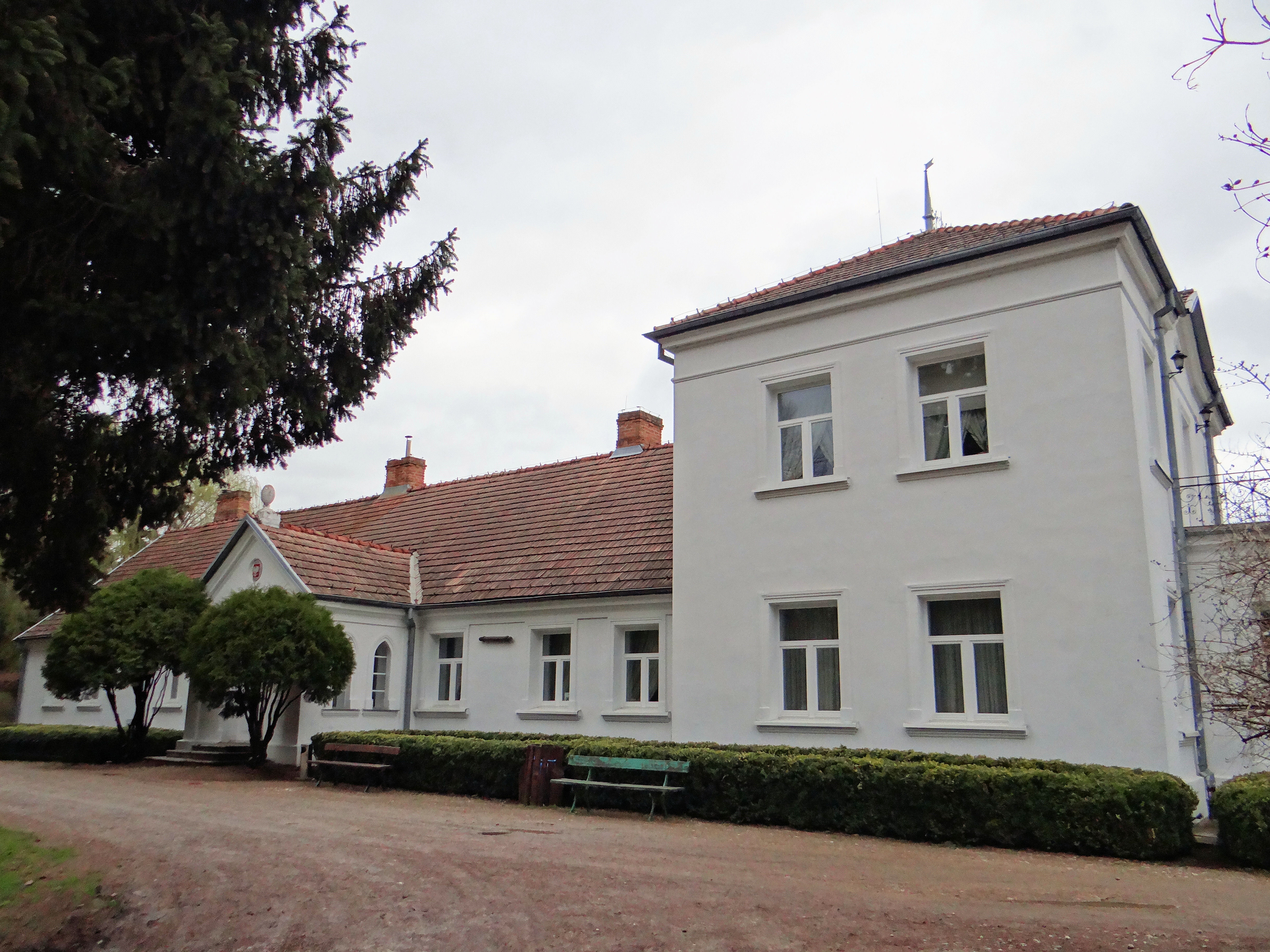
Bureaux du parc
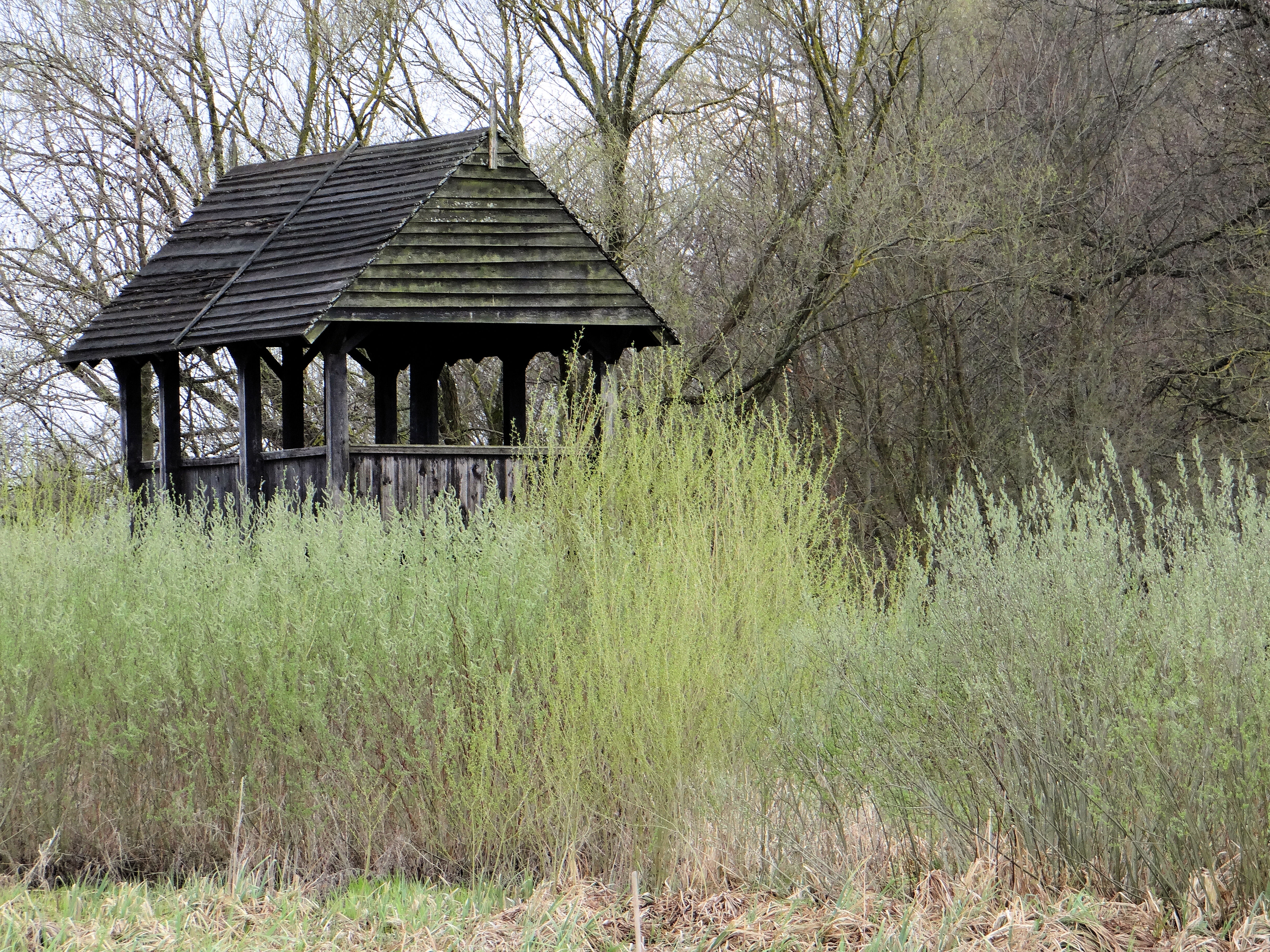
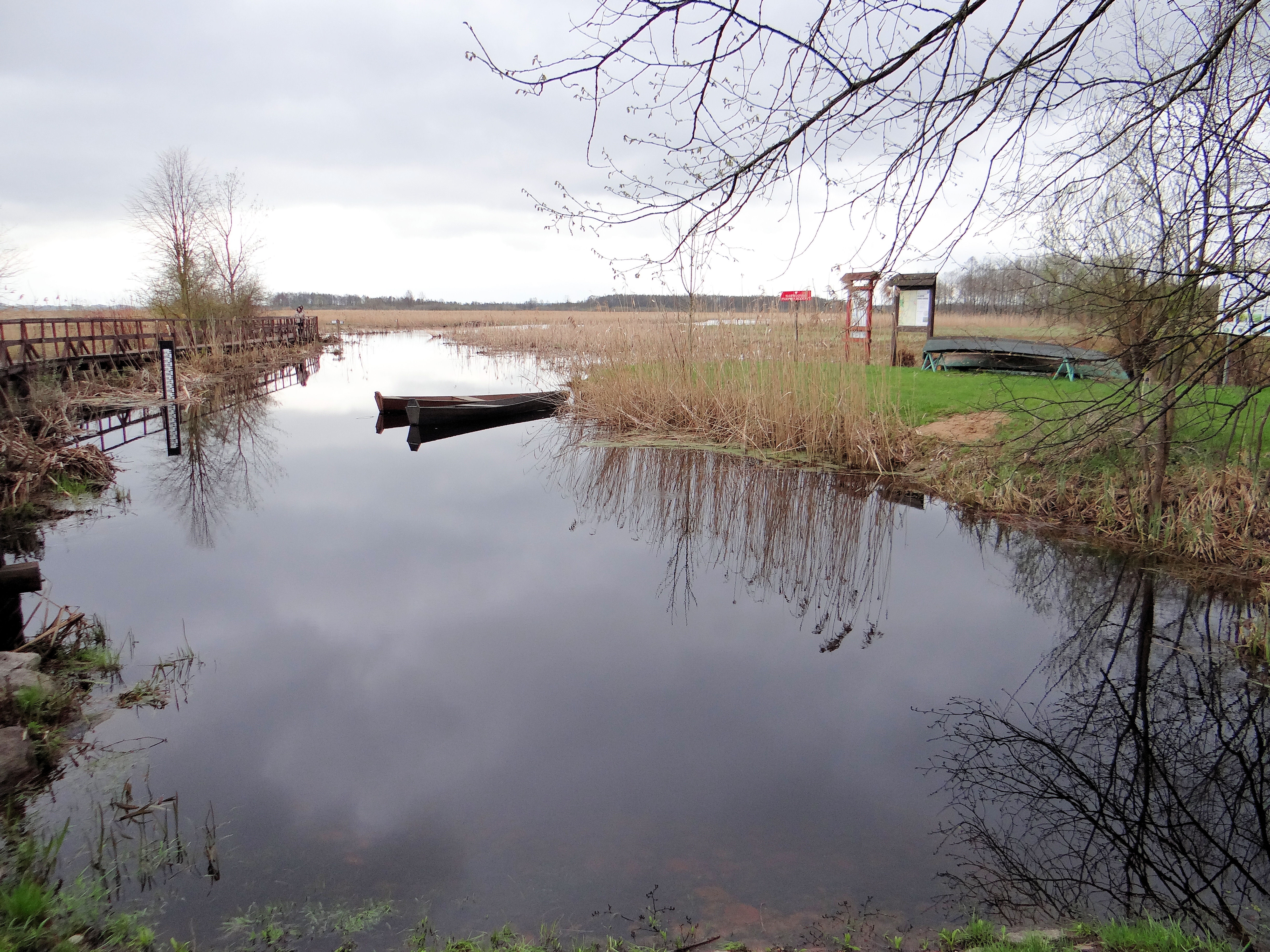